# Шарма-Адад II
Шарма-Адад II — ассирійський правитель початку XVI століття до н. е.